# Xenoclarias
Xenoclarias is een monotypisch geslacht van straalvinnige vissen uit de familie van de kieuwzakmeervallen (Clariidae).

## Soort
- Xenoclarias eupogon (Norman, 1928)